# کنسرتو

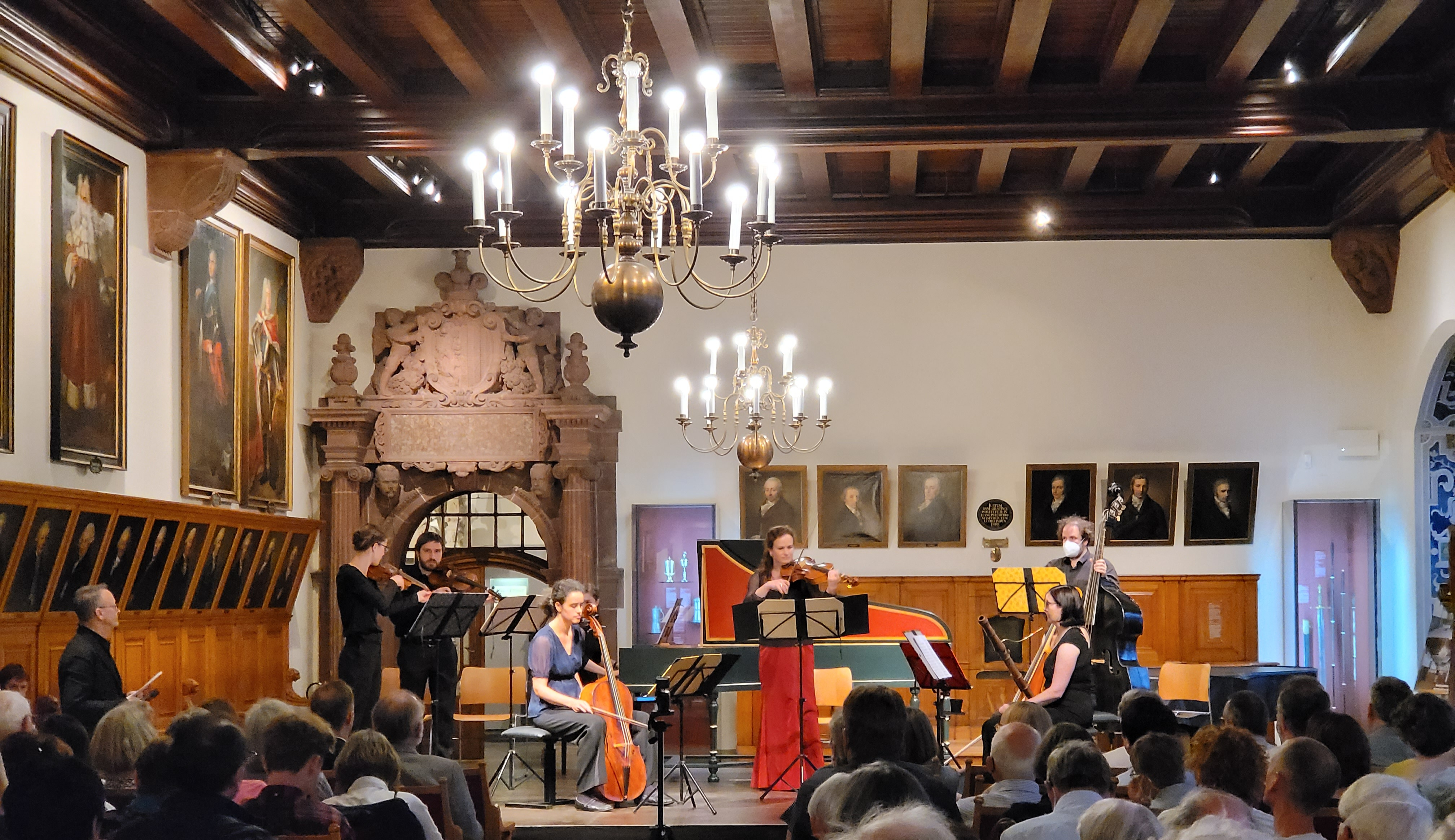
کنسرتو

کُنسِرتو (به ایتالیایی: Concerto) (اصل تلفظ ایتالیایی: کُنچـِرتو) یک فرم موسیقی است که در آن یک یا چند ساز سولو (تک‌نواز) با یک ارکستر همکاری می‌کنند. در این فرم، بخش‌های سولو و ارکستر به تناوب اجرا می‌شوند و یکدیگر را تکمیل می‌کنند. کنسرتوها معمولاً دارای سه موومان (بخش) هستند که هر کدام حال و هوای متفاوتی دارند.
تک‌نوازهای کنسرتو معمولاً پیانو، ویولن، ویولنسل، گیتار یا فلوت می‌نوازند و نقش ارکستر، در مجموع، همراهی تک‌نواز است، و به همین ترتیب، تک‌نواز نقش کلیدی را در طول تمام قطعه ایفا می‌کند.
کنسرتو در طول تاریخ موسیقی دستخوش تغییرات زیادی شده است. در دوره باروک، کنسرتو گروسو (Concerto Grosso) رایج بود که در آن گروهی از تک‌نوازان (سولیست‌ها) با ارکستر می‌نواختند. در دوره کلاسیک، کنسرتو فرم استاندارد خود را پیدا کرد و در دوره رمانتیک، آهنگسازان به نوآوری‌های بیشتری در این فرم پرداختند.
برخی از مشهورترین کنسرتوهای تاریخ موسیقی عبارتند از:
- کنسرتو پیانو شماره ۵ بتهوون (امپرور)
- کنسرتو ویولن چایکوفسکی
- کنسرتو پیانو شماره ۲ راخمانینوف

## کنسرتو برای دو یا چند ساز
بسیاری از آهنگسازان کنسرتو برای دو یا چند تک‌نواز ساخته‌اند.

### دوره باروک
- کنسرتوهای ویوالدی برای ۲، ۳ یا ۴ ویولن، برای ۲ ویولنسل، برای ۲ ماندولین، برای ۲ ترومپت، برای ۲ فلوت، برای ابوا و فاگوت، برای ویولنسل و فاگوت.
- کنسرتوهای ویوالدی برای چندین ساز، از جمله RV555 برای ۳ ویولن، یک ابوا، ۲ ریکوردر، ۲ ویولون آلینلس، ۲ ویولون، ۲ هارپسیکورد و ۲ ترومپت.
- کنسرتوهای باخ برای ۲ ویولن، برای ۲، ۳، یا ۴ هارپسیکورد و کنسرتوهای براندنبورگ.

### دوره کلاسیک
- کنسرتو هایدن برای ویولون و کیبورد و سینفونیا کنسرتانته برای ویولن، ویولنسل، ابوا و فاگوت.
- کنسرتوهای موتزارت برای دو و سه پیانو، سینفونیا کنسرتانته برای ویولن، ویولا و ارکستر و کنسرتو برای فلوت و هارپ.
- کنسرتو سالییری برای اوبوا، ویولن و ویولنسل و کنسرتو برای فلوت و ابوا.

### دوره رمانتیک
- تریپل کنسرتو بتهوون برای ویولن، ویولنسل، پیانو و ارکستر.
- کنسرتو برامس برای ویولن و ویولنسل.
- کنسرتوهای ماکس بروخ برای ویولا و کلارینت و برای دو پیانو.

### دوره قرن بیستم
- کنسرتو برای ویولن و کنسرتو برای ویولنسل اثر ادوارد الگار.
- کنسرتو برای ویولن اثر ژان سیبلیوس.
- دو کنسرتو برای ویولنسل اثر دیمیتری شوستاکوویچ.
- دو کنسرتو برای پیانو اثر موریس راول.
- کنسرتو برای ویولن اثر فردریک دلیوس.
- سه کنسرتو برای پیانو اثر بلا بارتوک.